# Simpang Sender Timur
Simpang Sender Timur is een bestuurslaag in het regentschap Ogan Komering Ulu Selatan van de provincie Zuid-Sumatra, Indonesië. Simpang Sender Timur telt 783 inwoners (volkstelling 2010).